# النور الجديد (جريدة)
جريدة النور الجديد هي جريدة مصرية حزبية، تتبع حزب النور السلفي المصري التابع للدعوة السلفية في مصر، وتغطي الجريدة كافة الفعاليات السياسية والثقافية والرياضية والاجتماعية المصرية، إضافة إلى ما تشهده الساحة العربية والإسلامية والعالمية] ويرأس مجلس إدارة الجريدة عماد الدين عبد الغفور رئيس الحزب، ورئيس تحرير الجريدة جمال عبد الناصر.

## وصلة خارجية
الصفحة الرسمية للجريدة على فيس بوك